# Villafranca d'Asti
Villafranca d'Asti là một đô thị ở tỉnh Asti vùng Piedmont thuộc Ý, nằm ở vị trí cách khoảng 30 km về phía đông nam của Torino và khoảng 13 km về phía tây của Asti. Tại thời điểm ngày 31 tháng 12 năm 2004, đô thị này có dân số 3.041 người và diện tích là 12,9 km².
Đô thị Villafranca d'Asti có các frazioni (các đơn vị trực thuộc, chủ yếu là các làng) S. Grato, Crocetta, Mondorossovà Castella.
Villafranca d'Asti giáp các đô thị: Baldichieri d'Asti, Cantarana, Castellero, Dusino San Michele, Maretto, Monale, Roatto, San Paolo Solbrito và Tigliole.